# Fredrik Wilhelm Carpelan
Fredrik Wilhelm Carpelan, född 1778, död 1829, var en svensk friherre och ämbetsman.

## Biografi
Carpelan var statssekreterare för krigsexpeditionen 1810–1812, samt hade därefter en viktig roll för Postverkets utveckling, i egenskap av överpostdirektör åren 1812–1829.
Han är begravd på Norra begravningsplatsen i Stockholm (kvarter 03 plats 00480)